# Berre Bergen
Pour les articles homonymes, voir Bergen.
Berre Bergen, né Robert Bergen le 24 novembre 1962 à Diest et mort le 7 février 2016 à Herentals, est un bassiste belge.

## Biographie
Bassiste, Bergen fait partie du groupe The Scabs qu'il quitte pour les Kreuners. Il fonde ensuite son propre groupe Lynx  dont il est le leader. En raison d'une maladie musculaire, il est remplacé chez les Kreuners par Axl Peleman. Bergen était aussi producteur. Il est également l'auteur de Basket Sloefkes (1998) de Sam Gooris.
Bergen était marié avec la chanteuse et danseuse Larissa Ceulemans (anciennement membre de Def Dames Dope).
Le 5 février 2016, il est hospitalisé d'urgence mais meurt deux jours plus tard d'emphysème pulmonaire, à l'âge de 53 ans.